# Guha
Guha is een bestuurslaag in het regentschap Aceh Singkil van de provincie Atjeh, Indonesië. Guha telt 103 inwoners (volkstelling 2010).